# Katastrofa lotu TAM Linhas Aéreas 402
Katastrofa lotu 402 linii TAM Linhas Aéreas – katastrofa lotnicza odrzutowca Fokker 100, do której doszło  krótko po starcie na przedmieściach miasta São Paulo w Brazylii. W samolocie znajdowało się 89 pasażerów i 6 członków załogi. Wszyscy zginęli na miejscu, dodatkowo były 4 ofiary na ziemi.

## Przebieg lotu
Po uzyskaniu zgody na start, podczas rozbiegu automatyka samolotu zasygnalizowała awarię automatycznej przepustnicy. Ponieważ tego typu awaria nie przeszkadza w prawidłowym starcie - załoga kontynuowała rozbieg. Po oderwaniu się od pasa nastąpiło chwilowe, niewytłumaczalne przechylenie się samolotu na prawe skrzydło. Będący przy sterach dowódca skorygował to przechylenie sterami. Obserwujący przestrzeń drugi pilot zauważył automatyczne cofnięcie się przepustnicy prawego silnika (nr 2) na ciąg minimalny. Uważając to za błąd automatyki, pchnął tę przepustnicę na ciąg maksymalny. Wówczas ponownie pojawiło się przechylenie na prawe skrzydło i nie udało się jego opanować sterami. Samolot silnie przechylony na prawe skrzydło uderzył w zabudowania miasta wzniecając pożar. Wszyscy będący na pokładzie zginęli na miejscu, podobnie jak przypadkowe 4 osoby na ziemi.

## Przyczyny wypadku
Podczas wznoszenia samolotu doszło do awarii czujnika odwracacza ciągu silnika nr 2 (prawego), która doprowadziła do niespodziewanego otwarcia się odwracacza podczas lotu - co nigdy w powietrzu nie powinno mieć miejsca. Automatyka samolotu wykryła tę awarię i ustawiła ciąg silnika nr 2 na ciąg minimalny. Nierozpoznanie tej awarii i błędne działanie drugiego pilota (forsowne zwiększanie ciągu silnika z otwartym odwracaczem ciągu) doprowadziło do utraty prędkości samolotu i panowania nad samolotem. W efekcie deficytu ciągu i nieprzewidzianej różnicy ciągu lewego i prawego silnika samolot przechylił się na prawą stronę, uderzając w sposób niekontrolowany w teren na mocno zaludnionym obszarze.